# Joe Kayes
Joseph Henry "Joe" Kayes (Auckland, 3 de janeiro de 1991) é um jogador de polo aquático australiano.

## Carreira
Kayes integrou a Seleção Australiana de Polo Aquático que ficou em nono lugar nos Jogos Olímpicos de 2016.